# Heylandt Gesellschaft für Apparatebau
Die Heylandt Gesellschaft für Apparatebau mbH war ein deutscher Hersteller von Sauerstofferzeugungsanlagen und Behältern für flüssige Gase. Nach dem Ersten Weltkrieg stellte die Firma vorübergehend auch elektrisch angetriebene Lastkraftwagen her.

## Unternehmensgeschichte
Firmengründer und Namensgeber war Paul Heylandt, der am 6. Februar 1884 in Bad Sulza geboren wurde. Bereits im jugendlichen Alter beschäftigte er sich in Erfurt, angeregt durch die Experimente von Carl Linde, während seiner Tätigkeit als Schlosser mit der Verflüssigung von Sauerstoff.
Nach zwei kurzlebigen Firmengründungen in Hannover und Hamburg übernahm Paul Heylandt im Jahr 1919 die Gesellschaft für Apparatebau A. R. Ahrendt & Co mbH, an der er zuvor als Teilhaber beteiligt war und die ihren Sitz an der Burggrafenstraße 1 (heutiger Seelbuschring 9–17) in Berlin-Mariendorf hatte. Die Heylandt Gesellschaft für Apparatebau lieferte Flüssigsauerstoff und produzierte Anlagen für die Herstellung von Stickstoff und Sauerstoff.
Um 1921 baute Heylandt elektrisch angetriebene Fünf-Tonnen-Lastkraftwagen.
In den 1920er Jahren wurde die Firma Heylandt führend im Behälterbau für flüssige Gase und stellte Anlagen zur Verflüssigung von Sauerstoff unter hohem Druck her. 1929 verlegte die expandierende Firma ihren Betrieb nach Berlin-Britz, Gradestraße 91–107, wo zuvor die Optisch-mechanische Anstalt C. F. Voth & Co. ihren Sitz hatte. Unter Beteiligung von Heylandt wurde hier um 1931 auch die Aktiengesellschaft für Industriegasverwertung als Konzerngesellschaft gegründet.

## RaketenversuchsfahrzeugHöllenhund

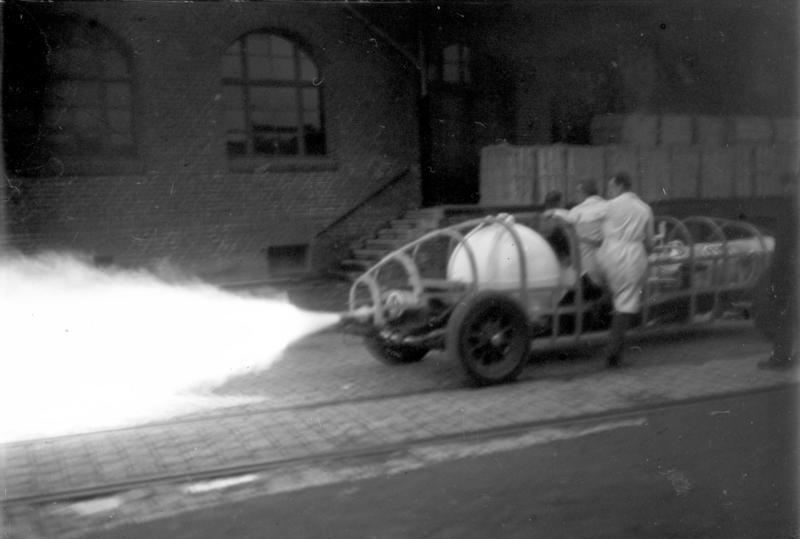
Heylandt-Werke, Raketenfahrzeug auf Prüfstand

Anfang 1930 erhielt der Raketenforscher Max Valier bei Heylandt in Britz die Möglichkeit, ein Flüssigkeitsraketentriebwerk zu entwickeln. Dabei wurde er von den Heylandt-Entwicklungsingenieuren Alfons Pietsch, Walter Riedel und Arthur Rudolph unterstützt, die nach Valiers Unfalltod den Raketenmotor in ein Testfahrzeug namens „Höllenhund“ einbauten und damit Anfang Mai 1931 erfolgreich Versuchsfahrten auf dem Tempelhofer Feld durchführten.

## Beteiligung an der A4-Raketenentwicklung und -produktion
An den frühesten Arbeiten an einer Flüssigstoffrakete durch das Heereswaffenamt war Heylandt ab 1931 aufgrund seiner praktischen Erfahrungen auf dem Feld mit mehreren Entwicklungsaufträgen beteiligt, bis die Militärs die Zusammenarbeit Ende 1933 einstellten. Für den Transport von Flüssigsauerstoff aus einer Fabrik in Berlin für die Flugversuche der A2 Raketen auf Borkum im Dezember 1934 wurde ein Transportbehälter von Heylandt ausgeliehen. Im Zuge der großtechnischen Herstellung der A4-Rakete unter der Leitung von Wernher von Braun erhielt Heylandt schließlich im August 1936 den Auftrag für Planung und Herstellung von Sauerstoffanlagen für das neue Entwicklungswerk in Peenemünde, was mit der ersten Maschine (mit einer Leistung von je ca. 75 t/Monat) im Mai 1937 in Betrieb genommen wurde. Beim Aufbau der Serienfertigung und Einsatzvorbereitung der A4 wurde die Heylandt Gesellschaft der Hauptlieferant für Anlagen zur Herstellung von flüssigem Sauerstoff. Bis zur letzten Bestellung im Februar 1943 sind insgesamt 34 Maschinen (mit einer Leistung von je ca. 300 t/Monat) nachweisbar. Die Firma Messer fertigte davon in Lizenz fünf Maschinen für das zweite Sauerstoffwerk in Peenemünde. Bei der Herstellung der Maschinen waren auch Zwangsarbeiter im Einsatz. Die Produktionsleitung und Koordination der Herstellungswerke im Deutschen Reich (Raderach bei Friedrichshafen, Zipf bei Salzburg und in Wittring in Lothringen (CdZ-Anschlußgebiet)), im besetzten Frankreich (bei Rouen) übernahm im Jahr 1944 der Ingenieur Walter Ruckdeschel von der Linde AG. Linde hatte sich bereits 1922 an Heylandt beteiligt und diese 1941 als Tochterfirma übernommen.
Das Werk Gradestraße wurde 1943 bei einem alliierten Luftangriff zerstört.
Paul Heylandt kam im Juli 1945 unter ungeklärten Umständen in die Sowjetunion, wo er an der Raketenentwicklung beteiligt war. Er starb am 24. Juni 1947 in Moskau.

## Nachkriegsgeschichte
Auf dem Firmengelände an der Gradestraße begann die Linde AG um 1947 wieder mit der Herstellung und dem Vertrieb von technischen Gasen.
Der Linde-Konzern Geschäftsbereich Linde Gas hat aktuell (2017) auf dem Grundstück eine Niederlassung zum Vertrieb seiner technischen Gase.